# Powiat Strzelecki
Der Powiat Strzelecki ist ein Powiat (Kreis) in der Woiwodschaft Opole in Polen. Der Powiat hat etwa 75.000 Einwohner und eine Fläche von 744 km². Verwaltungssitz ist die Stadt Strzelce Opolskie (Groß Strehlitz).

## Gemeinden

Die Gemeinden

Der Powiat umfasst sieben Gemeinden, darunter fünf Stadt-und-Land-Gemeinden und zwei Landgemeinden.

### Stadt- und Landgemeinden
- Colonnowska/Kolonowskie
- Leschnitz/Leśnica
- Strzelce Opolskie (Groß Strehlitz)
- Ujest/Ujazd
- Zawadzkie (Zawadzki)

### Landgemeinden
- Himmelwitz/Jemielnica
- Stubendorf/Izbicko

Die Orte Colonnowska, Leschnitz, Strzelce Opolskie, Ujest und Zawadzkie besitzen das Stadtrecht.
Die Gemeinden Colonnowska, Himmelwitz, Leschnitz, Stubendorf und Ujest sind seit 2006 offiziell zweisprachig, da der deutsche Bevölkerungsanteil in diesen Gemeinden über 20 % ausmacht.

## Geschichte

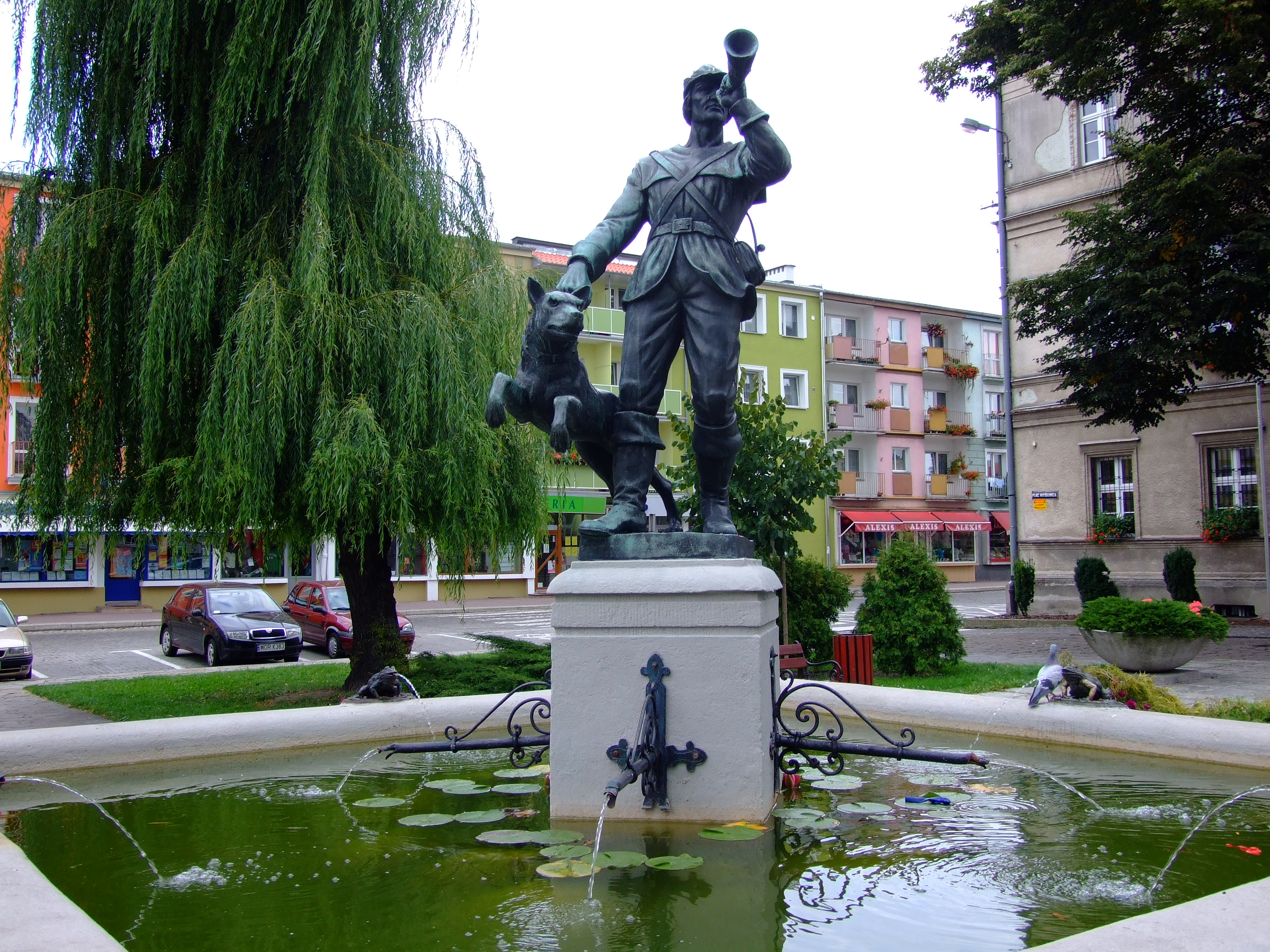
Der Ringbrunnen in Strzelce Opolskie

Siehe auch: Landkreis Groß Strehlitz
1975 wurden in Polen alle Landkreise aufgelöst und anstelle des Landkreises wurde die Verwaltung auf die Gemeinden übertragen. 
Am 1. Januar 1999 wurde nach der Verwaltungsreform der Powiat Strzelecki wiederhergestellt mit zwei Landgemeinden sowie fünf Stadt- und Landgemeinden. Kreisstadt des Landkreises wurde Strzelce Opolskie.

## Bevölkerung
21 % der Bevölkerung (17.155 Personen) des Landkreises gaben bei der Volkszählung 2002 die deutsche Nationalität an.
Bei der Volkszählung von 2011 wurde eine Anzahl von 22.317 Personen (29,0 %) mit deutscher Nationalität berechnet. Damit hat der Powiat Strzelecki die höchste Anzahl an deutscher Bevölkerung auf Kreisebene in Polen. 22.317 Personen (29,0 %) mit schlesischer Nationalität wurden gezählt. 2011 war eine Mehrfachnennung möglich.

## Politik
Die Kreisverwaltung wird von einem Starosten geleitet. Bisher war dies Józef Swaczyna, der 2024 von Waldemar Gaida, der wie sein Vorgänger der Deutschen Minderheit angehört, abgelöst wurde.

### Kreistag
Der Kreistag besteht aus 19 Mitgliedern, die von der Bevölkerung gewählt werden. Die turnusmäßige Wahl 2024 brachte folgendes Ergebnis:
- Schlesische Kommunalverwaltung (Deutsche Minderheit) 37,9 % der Stimmen, 9 Sitze
- Koalicja Obywatelska (KO) 28,3 % der Stimmen, 6 Sitze
- Wahlkomitee Strzelce-Land 17,0 % der Stimmen, 3 Sitze
- Wahlkomitee „Jung für den Landkreis“ 11,7 % der Stimmen, kein Sitz
- Wahlkomitee „Wir arbeiten“ 5,1 % der Stimmen, 1 Sitz

Die turnusmäßige Wahl 2018 brachte folgendes Ergebnis:
- Wahlkomitee Deutsche Minderheit 38,1 % der Stimmen, 9 Sitze
- Koalicja Obywatelska (KO) 24,5 % der Stimmen, 6 Sitze
- Wahlkomitee Strzelce-Land 20,4 % der Stimmen, 3 Sitze
- Prawo i Sprawiedliwość (PiS) 13,3 % der Stimmen, 1 Sitz
- Sojusz Lewicy Demokratycznej (SLD) / Lewica Razem (LR) 3,7 % der Stimmen, kein Sitz

### Partnerschaften
Der Powiat Strzelecki unterhält eine Partnerschaft mit dem Kreis Soest in Nordrhein-Westfalen.

### Wappen
Das Wappen zeigt in der linken Spalte (heraldisch rechts) einen halben goldenen oberschlesischen Adler auf blauem Grund und in der rechten Spalte (heraldisch links) einen Hopfenzweig mit drei Hopfendolden und zwei Blättern.

### Flagge
Die Flagge besteht aus drei vertikalen Streifen in den Farben blau, gold und grün. In der oberen Hälfte des goldenen Streifens befinden sich sieben blaue Sterne die als Kreis angeordnet sind. Die sieben Sterne stehen für die sieben Gemeinden des Landkreises.